# Chi Aurigae
Désignations
Chi Aurigae (χ Aurigae / χ Aur) est une étoile binaire de la constellation boréale du Cocher. Elle est visible à l'œil nu avec une magnitude apparente de 4,74.
Le système présente une parallaxe annuelle de 0,91 mas mesurée par le satellite Gaia, ce qui permet d'en déduire qu'il est distant d'approximativement ∼ 3 600 a.l. (∼ 1 100 pc) de la Terre. Il est membre de l'association OB1 du Cocher, d'où une autre distance d'environ 912 pc (∼2 970 al) a été dérivée. À cette distance, la magnitude du système est diminuée de 1,26 en raison de l'extinction créée par la matière interstellaire présente sur le trajet de sa lumière.
Chi Aurigae est une binaire spectroscopique dont les deux étoiles complètent une orbite avec une période orbitale de 677 jours et selon une excentricité de 0,12,. Sa composante visible est une supergéante bleue de type spectral B4 Iab ou B5 Iab. Elle est environ 21 fois plus massive que le Soleil et elle est âgée de 8,7 millions d'années. Son rayon est 68 fois plus grand que le rayon solaire, elle est environ 191 000 fois plus lumineuse que le Soleil et sa température de surface est de 14 600 K. L'étoile tourne sur elle-même à une vitesse de rotation projetée de 36 km/s. Elle possède un vent stellaire qui est à l'origine d'une perte de masse à un taux de 0,38–0,46 × 10-9 masse solaire par an, ou l'équivalent de la masse du Soleil tous les 2,4 milliards d'années.